# 東京の休日 (1991年の映画)
『東京の休日』（とうきょうのきゅうじつ）は、1991年11月2日公開の日本映画であり、東北新社初の自社製作・配給作品である。
監督を務めた長尾直樹はもともとCMディレクターであり、本作が劇場用映画監督デビュー作である。
また、主演を務めたロック歌手の川村かおりも本作が映画初出演である。このほかにも、エディ・コンスタンティーヌやディック・ルード、サンサレイ・リーなど、日本国外からの出演者もいた。
原案・共同脚本には、作詞家で『稲村ジェーン』の脚本も手掛けた康珍化。撮影はデビッド・ボウイなどのミュージシャンのポートレートやアルバム・ジャケットの他、寺山修司監督作品『書を捨てよ町へ出よう』にもムービーカメラマンとして参加した鋤田正義。
非現実的な設定、何も起こらないストーリー、淡々としたテンポ、場面転換時に画面がブラックアウト（黒画面）になる、詩的なセリフ、赤・青の原色を強調した絵画のように幻想的な映像、コメディタッチの音楽、登場人物達が日本語、英語、中国語を話し、劇中のセリフの約8割が英語で日本語字幕スーパーが付く、ドラマの進行中に詩の一節が字幕で挿入される、危機的なシーンに髑髏のオブジェの画面がモンタージュされる…等、アヴァンギャルドなスタイルが目立つ作品。
35mm／スタンダード・サイズ／カラー／モノラル／上映時間96分。
1992年4月22日にVHSビデオソフト発売（DVD未発売）。

## ストーリー
東京の製薬会社で働くドクター・ノグチ（三上博史）は、老人性痴呆症の新薬の開発中に偶然できてしまったドラッグを密かに持ち出し、製薬会社の老守衛（田村隆一）を実験台にして、さらに研究を進めていた。 
その究極のドラッグ「トウキョウ・ホリディ」の噂は様々なイメージによって広まる。やがて、病を抱え衰弱しているニューヨークの大富豪ウィリアム・ライト（エディ・コンスタンティーヌ）、その部下でパンク野郎のエルビス（ディック・ルード）、エルビスの仲間の中国人女性チャーリー（サンサライ・リー）、コロンビアの麻薬組織の殺し屋アントニオらが東京に来る。 
一方、ジミ・ヘンドリックス狂のギタリスト少女・ナーシア（川村かおり）は、所属するインディーズのロックバンド「インディアナ・ドラッグ」をクビにされて、失意の中、駐車違反で車をレッカー移動されたり、挙句の果てに終電車にも乗り遅れたりと、何もかもが上手く行かなかった。ナーシアは持病の頭痛に耐えながら、あてもなく夜の東京をさまよい歩くが、新たな実験台を探していたノグチに目を付けられ、狙われてしまう。
ノグチを追跡していたエルビスは、居合わせたナーシアの頭痛薬をトウキョウ・ホリディを持っていると勘違いしてそれ強奪する。わけも分からず立ち尽くすナーシアは、チャーリーの車に拾われ、彼女がねぐらにしているラブホテルに連れて行かれる。そこにエルビスがやってきた為、ナーシアは窓から脱出しようとして落ちてしまい、気絶してしまう。ナーシアが気が付くと、エルビスが運転するライトのモーターホームの車内におり、ライトはナーシアから奪った頭痛薬を飲んでしまう。
翌朝、ナーシアは頭痛薬で眠っている二人を置いて逃げ出すが、ナーシアのバイト先のレンタルビデオ店にライトが現れ、頭痛薬のおかげで久々に快適な朝を迎えた礼と、ナーシアを巻き込んでしまった事を謝罪する。その一方で、チャーリーはエルビスをそそのかし、トウキョウ・ホリディをライトには渡さずに自分達だけのものにしようと企て始める。
「インディアナ・ドラッグ」が「スターライトガールズ」とバンド名を変え、メジャー・デビューを果たしている事をカーラジオで知った傷心のナーシアは、ライトからトウキョウ・ホリディを見付けてくれたら何でも願いを叶えると言われて、ジョークのつもりで「ジミ・ヘンドリックスを振り向かせてほしい」と要求する。ジミ・ヘンドリックスが既に死去している事を知らぬライトは、トウキョウ・ホリディが見付かれば、その願いを果たすと約束してしまう。
ライトの心の空白感を理解するナーシアは、ライトの為にトウキョウ・ホリディを手に入れるべく、仲間のJ.T（永瀬正敏）から聞いた言葉を頼りにノグチの秘密の実験室まで辿り着くが、そこで同じくノグチを追っていたアントニオに遭遇。そこにノグチが現れアントニオを追い払う。ノグチはトウキョウ・ホリディが既に自分の手元にはなく、最後の一粒を老守衛が持ち去り行方が分からなくなっている事をナーシアに告げると、アントニオが落としていった拳銃で自殺してしまう。
ナーシアとライトは、アントニオからの妨害を受けつつ、互いに心の交流を深めながらトウキョウ・ホリディの行方を追う。

## キャスト
- 川村かおり - ナーシア （ギタリストの少女）
- エディ・コンスタンティーヌ - ウィリアム・ライト （ニューヨークの大富豪）
- ディック・ルード - エルビス （ライトの部下）
- サンサライ・リー - チャーリー （謎の中国女）
- 三上博史 - ドクター・ノグチ （生物学者）
- 田村隆一 - 老守衛 （特別出演）
- 永瀬正敏 - J.T （友情出演）
- BLANKEY JET CITY - （ライブハウスのロックバンド）
- 有機生命体 - ロックバンド「インディアナ・ドラッグ」
- レプリ・シン - （過去のノグチの実験台）
- 小森茂樹 - カナ （ナーシアの友人・自動車修理工）
- 竹尾直子 - 「インディアナ・ドラッグ」マネージャー
- HIKAGE（THE STAR CLUB） - 屋台ラーメン店主
- HIRO (THE STAR CLUB) - 屋台ラーメン屋のパンクス
- WOLF (THE ZETT) - 屋台ラーメン屋のパンクス
- 奥居香 - カーラジオの声 （声のみ）
- ジョン・ドレッサー - アントニオ
- エンリケ・ザンブラーノ
- 銭波
- 斉藤博士 - アントニオに車を奪われるヤクザ

## スタッフ
- 製作：中川真次、薬師寺衛
- プロデューサー：井上弘道、山下稔
- 企画・脚本：康珍化、長尾直樹
- 監督：長尾直樹
- 撮影：鋤田正義
- 照明：上木實
- 録音：木村瑛二
- 美術：寒竹恒雄
- 編集：川島章正
- 音楽プロデューサー：金橋豊彦
- 音楽：近藤達郎

- 助監督：杉本信昭
- 演出捕：平柳進
- 記録：高山典子
- 海外キャスト担当：與縄美也子
- 通訳：浅井正毅
- 装飾：柴田博英
- 持道具：松田光畝
- ヘアメイク：竹下フミ
- スタイリスト：永作由美子
- 衣装：坂下秀明
- 宣伝美術：水谷孝次、小笠原正勝
- アートワーク：タナカノリユキ
- コピーライト：小林ユカ
- 衣装：坂下秀明
- スチール：相沢裕明、平山順一
- 監督助手：斉藤博士、北村和史、松浦雅子
- 撮影助手：田中潤、山神俊二、市原勝敏
- 照明助手：東田保志、矢崎利見、斉藤誠人、井上剛
- 美術助手：石井巌、渡辺仁、小田正志、矢嶋麻子
- 装飾助手：勝部和彦
- 衣装助手：佐藤桂子
- ヘアメイク助手：斉藤さおり
- 効果：伊藤進一
- 録音助手：楠本龍己、上家寿志
- リーレコ：中村洋
- 選曲：石井ますみ
- 編集助手：太田義則
- ネガ編集：又吉雅人
- タイミング：村田豊
- 制作担当：宮川健治
- 制作主任：神谷英男
- 制作進行：佐々木雅人
- 制作デスク：矢野美加
- 進行助手：竹原圭、大御堂美俊、桑島十和子
- カースタント：池本良宣、青木明
- 日本語字幕：稲田嵯裕里

- 挿入歌：BLANKEY JET CITY 「狂った朝日」、有機生命体「目覚めの電気パウダー」

- 主題歌：ジミ・ヘンドリックス 「パープル・ヘイズ」

- 製作・配給：東北新社

## 制作
撮影は1990年10月20日から12月19日まで行なわれた。川村かおりは最初、出演を断わっていたが、映画のメッセージ性が自身の歌と同じである事に加えて、監督の長尾直樹から「川村さんほど皮ジャンの似合う人はいない。すっかり肌の一部になっている」と言われ、最上級の褒め言葉であると受け取った川村は最終的に出演を承諾した。
エディ・コンスタンティーヌは、ジャン＝リュック・ゴダール監督作品の常連俳優であり、『東京の休日』で自身の出番を全て撮り終えた後のスタッフへの挨拶では「きっとご存知ないだろうが、日本にはナガオというお前さんの弟子がいて、若い優秀なスタッフと共に、ある部分では、十分にお前さん以上の画を撮っている」とゴダールに伝えると語った。（以上、劇場パンフレットより）
川村かおりのセリフも外国人俳優との絡みのシーンでは全て英語である。
ロックバンド役で劇中で演奏を披露するBLANKEY JET CITYと有機生命体は、本作の撮影の数ヶ月前に、共に「イカ天」で対戦した間柄。